# Dzieło (powieść)
Dzieło (fr.L'Œuvre) – czternasty tom cyklu Rougon-Macquartowie opowiadający o losach malarza Klaudiusza Lantiera i paryskim świecie sztuki czasów II Cesarstwa.

## Treść
Główny bohater, Klaudiusz Lantier, jest malarzem awangardowym, który w odróżnieniu od promowanych przez państwo akademików głosi konieczność malowania prawdziwych przedmiotów i ludzi, najlepiej w plenerze. Te poglądy stają się przyczyną ciągłych niepowodzeń, mimo niewątpliwego talentu. Razem z przyjaciółmi – literatem Sandozem i architektem Dubuche’em – Klaudiusz zakłada koło nowoczesnych twórców, którzy stawiają sobie za cel zmianę panujących reguł sztuki.
Kolejny obraz Lantiera – Plener – budzi skandal, gdyż przedstawia na pierwszym planie nagą kobietę. Choć wystawiony tylko na Salonie Odrzuconych, jest najczęściej komentowanym obrazem wystawy, jednak krytyka pod jego adresem jest jednoznacznie negatywna. Klaudiusz przenosi się na wieś razem z dawną modelką – Krystyną Hallegrain – gdzie spędzają trzy lata, wychowując synka Jacka i poświęcając się pracy nad kolejnymi obrazami. I one nie odnoszą jednak sukcesu, co prowadzi do rosnącej depresji u artysty. Krystyna namawia Lantiera na powrót do Paryża, gdzie zaczyna on malować kolejny ogromny obraz – widok na Sekwanę i ludzi zgromadzonych na jej brzegu. Choć udaje mu się przygotować szkic, prace nad obrazem prowadzą go jedynie do frustracji; nie jest zadowolony z kolejnych wyników malowania, niszczy kolejne wersje płótna, popada w obsesję i nędzę. Jego mentalny stan pogarsza się jeszcze, gdy widzi on, jak kolejni dawni przyjaciele zdradzają młodzieńcze ideały i adaptują się do życia w społeczeństwie burżuazyjnym. Jedynie Sandoz pozostaje wierny dawnym zasadom, pracując nad cyklem powieści naturalistycznych.
Kilkuletni Jacek umiera z niedożywienia, Klaudiusz maluje obraz Umarłe dziecko, który w końcu zostaje zaakceptowany na Salonie, lecz wyśmiany przez elegancką publiczność. Mimo błagań Krystyny, malarz powraca wtedy do widoku na Sekwanę, jednak po wielomiesięcznych usiłowaniach stworzenia wymarzonego arcydzieła rozumie swoją porażkę i popełnia samobójstwo.

## Okoliczności powstania utworu
Zola był wielkim miłośnikiem sztuki, niezwykle interesował się nowymi prądami w sztuce, a jako dziennikarz brał aktywny udział w publicznej dyskusji nad impresjonizmem. Doskonale znał środowisko artystyczne, często gościł w kawiarniach, gdzie zbierali się młodzi malarze i rzeźbiarze, orientował się w realiach życia twórców. Stąd projekt powieści o artyście znajdował się właściwie od początku w planach cyklu powieściowego. Natomiast na ostateczny kształt powieści miało wpływ Nieznane arcydzieło Balzaka, które Zola uznał za niezwykle trafną metaforyczną interpretację losu artysty, jak i dalsze osobiste doświadczenia autora i jego własne zmagania twórcze).

## Cechy powieści
Główny bohater utworu, Klaudiusz Lantier, jest postacią podwójnie naznaczoną: po pierwsze piętnem dziedziczności (jest synem Gerwazyny Macquart, bohaterki W matni), po drugie zaś – piętnem romantyzmu artystycznego, które wymuszają na nim przywiązanie do malarstwa graniczące z obsesją i zarazem wieczne niezadowolenie z efektów pracy, dążenie do nieosiągalnego ideału. Postać ta nie była wzorowana na żadnym autentycznym malarzu, chociaż posiada cechy – zarówno wyglądu, jak i charakteru – zapożyczone od samego Zoli, Cézanne’a, Monet czy Pisarro. Przeciwwagą dla Klaudiusza jest wzorowany na samym Zoli powieściopisarz Sandoz, który nawet widząc niedoskonałość swoich prac, kontynuuje działanie, gdyż wierzy, że mimo wszystko mogą one odegrać postępową rolę społeczną. Przedstawiona w utworze ocena Sandoza, jako również naznaczonego piętnem romantyzmu i niezdolnego przez to do pełnej realizacji gatunku „nowoczesnej powieści”, jest tożsama z samooceną Zoli.
Dzieło wyraża równocześnie rozczarowanie nieumiejętnością człowieka do realizacji założonych ideałów, pesymizm w obliczu trudów życia i wpływania na postęp, ale i wezwanie do tego, by mimo wszystko starać się polepszać otaczający świat. Wyraża to okrzyk „Chodźmy pracować!”, jaki Sandoz kieruje do przyjaciół po pogrzebie samobójcy Klaudiusza.

## Recepcja
Wielowarstwowość przesłania Dzieła nie została dostrzeżona przez większość krytyków, którzy zakwalifikowali powieść jako kolejny przykład skrajnego pesymizmu i ludzkiej niemocy. Z kolei w środowiskach impresjonistów wielu malarzy uznało powieść za atak na ten kierunek malarski, nagłą zmianę frontu przez Zolę, który dotąd otwarcie przedstawiał impresjonizm jako nurt postępowy. Paul Cézanne uznał wręcz książkę za osobistą obrazę i zerwał wieloletnią przyjaźń z pisarzem.